# Kościół św. Antoniego Padewskiego w Lipinkach Łużyckich
Kościół Świętego Antoniego Padewskiego – rzymskokatolicki kościół parafialny należący do parafii pod tym samym wezwaniem (dekanat Żary diecezji zielonogórsko-gorzowskiej).

## Historia
Jest to świątynia gotycka wzniesiona w XIV wieku. Nawa i wieża z kamienia i cegły zostały dobudowane w 1518 roku. Kościół został gruntownie przebudowany w latach 1822–1823. Budowla posiada jedną nawę z prezbiterium na planie prostokąta od strony zachodniej i wieżą od strony wschodniej.
Dawniej świątynia należała do protestantów. W prezbiterium są umieszczone trzy wysuwane obrazy: św. Antoniego, św. Rozalii i Matki Boskiej Częstochowskiej, namalowane w 1948 roku.